# Mas Sala (Masarac)
Mas Sala és una masia del municipi de Masarac (Alt Empordà) inclosa en l'Inventari del Patrimoni Arquitectònic de Catalunya.

## Descripció
Situat al sud-est del nucli urbà de la població de Masarac, al vessant oriental de la serra del Montpedrós, a tocar la riera d'Anyet. S'hi accedeix pel camí que passa pel pla d'en Mitró des de la carretera del Priorat.
Masia formada per dos grans cossos adossats, l'habitatge i els magatzems, que li confereixen una planta irregular. L'edifici principal, organitzat en tres crugies, presenta la coberta de teula de dues vessants i està distribuït en planta baixa i pis. La façana principal, orientada a migdia, presenta un cos rectangular adossat al davant i cobert amb una terrassa al nivell del pis. La planta baixa està coberta amb voltes de mig punt bastides amb pedra disposada a sardinell, tot i que actualment estan força reformades. L'accés a l'interior es fa des del primer pis a través de la terrassa, a la que s'accedeix per unes escales de pedra exteriors. El portal és d'arc rebaixat adovellat i va acompanyat de dues finestres quadrades de nova obertura. A l'extrem de llevant del parament hi ha el forn, de planta rectangular i sobrealçat. La resta d'obertures de l'edifici són rectangulars, estan bastides amb maons i presenten els emmarcaments arrebossats. L'edifici secundari presenta la coberta de dues vessants de teula i està organitzat en una sola planta. Està obert a l'exterior mitjançant una gran arcada de mig punt bastida en pedra, que també es repeteix a l'interior, en aquest cas amb restes de l'encanyissat que el recobria. L'espai interior està cobert amb un embigat de fusta. A poca distància de les construccions hi ha un pou circular de pedra aïllat.
La construcció està bastida amb pedra desbastada de diverses mides, lligada amb abundant morter de calç i amb refeccions fetes de maons. Hi ha trams del parament de l'habitatge arrebossats.